# ویکی‌پدیا
ویکی‌پدیا (به انگلیسی: Wikipedia) یک دانشنامه برخط چندزبانه مبتنی بر وب با محتوای آزاد و همکاری باز است که با همکاری افراد داوطلب نوشته می‌شود و هر کسی که به اینترنت و وب دسترسی داشته باشد می‌تواند مقالات آن را ببیند و ویرایش کند. نام ویکی‌پدیا از پیوند واژه «ویکی» (به معنی وبگاه مشارکتی) با «پدیا» (گرفته‌شده از پسوند واژه encyclopedia به معنی دانشنامه یا دائرةالمعارف) ایجاد شده است. هدف ویکی‌پدیا آفرینش و انتشار جهانی یک دانشنامه با محتوای آزاد به همه زبان‌های زندهٔ جهان است.
ویکی‌پدیای انگلیسی در ۱۵ ژانویه ۲۰۰۱ میلادی (۲۶ دی ۱۳۷۹) به صورت مکملی برای دانشنامهٔ تخصصی نیوپدیا نوشته شد. بنیان‌گذاران آن جیمی ویلز و لری سنگر هستند. هم‌اکنون بنیاد غیرانتفاعی ویکی‌مدیا پروژهٔ ویکی‌پدیا را پشتیبانی می‌کند. میزبان‌های اینترنتی اصلی این وبگاه در شهر تامپای فلوریدا هستند. همچنین میزبان‌های اضافی دیگری هم در شهرهای آمستردام و سئول به این وبگاه یاری می‌رسانند.
ویکی‌پدیا از پایان آوریل ۲۰۰۷ تا اکتبر ۲۰۱۹، یکی از ۱۰ وبگاه برتر جهان از لحاظ شمار بازدیدکنندگان بوده است که بیش از نیمی از بازدیدها به ویکی‌پدیای انگلیسی مربوط می‌شود.
در میان همه زبان‌های ویکی‌پدیا تا دسامبر ۲۰۱۵ (آذر ۱۳۹۴) بیش از ۱۴۱ میلیون صفحه وجود دارد که بیش از سی و هفت میلیون عدد از آن‌ها مقاله است. از زبان‌های مشهور به ترتیب زبان انگلیسی بیش از ۵ میلیون، سوئدی ۲٫۱ میلیون، آلمانی ۱٫۸ میلیون، هلندی ۱٫۸ میلیون، فرانسوی ۱٫۷ میلیون، روسی ۱٫۲ میلیون، ایتالیایی ۱٫۲ میلیون، اسپانیایی ۱٫۲ میلیون، لهستانی ۱٫۱ میلیون، ویتنامی ۱٫۱ میلیون و ژاپنی و پرتغالی و چینی هر کدام بیش از ۸۵۰ هزار مقاله دارند. تعداد کاربران ثبت‌نام شده حدود ۵۹ میلیون نفر است که از میان آنها، ۴٫۰۲۲ نفر مدیر هستند. ویکی‌پدیا دربرگیرندهٔ ۲۸۱ زبان با بیش از ۱۰ مقاله و در کل دارای ۲۹۱ گونهٔ زبان ملل جهان است.
ویکی‌پدیا به‌خاطر نقش خود در دموکراتیک‌سازی دانش، پوشش گسترده موضوعات، ساختار ویژه و فرهنگ منحصربه‌فردش مورد تحسین قرار گرفته است. برخی دولت‌ها این وبگاه را سانسور کرده‌اند، از محدودسازی صفحات خاص گرفته تا مسدود کردن کامل آن. با این‌که ویراستاران داوطلب ویکی‌پدیا در موضوعات متنوع و گسترده‌ای فعالیت کرده‌اند، این دانشنامه به‌دلیل سوگیری‌های سیستماتیک، مانند سوگیری جنسیتی علیه زنان و سوگیری جغرافیایی علیه کشورهای جهان جنوب (اروپامحوری) مورد انتقاد قرار گرفته است. اگرچه درستی و اعتبار ویکی‌پدیا در دههٔ ۲۰۰۰ بارها مورد نقد قرار می‌گرفت، اما در طول زمان بهبود یافته و از اواخر دههٔ ۲۰۱۰ به بعد بیشتر مورد تمجید قرار گرفته است؛ همچنین ویکی‌پدیا منبع مهمی برای بررسی راستی‌آزمایی اطلاعات محسوب می‌شود. سیاست‌های محتوایی و ویکی‌پروژه‌های ویکی‌پدیا توسط کاربرانی تهیه می‌شود که در پی رفع این نگرانی‌ها هستند. پژوهشگران در دو مطالعهٔ علمی به این نتیجه دست یافته‌اند که خرابکاری‌ها عموماً زودگذر هستند و ویکی‌پدیا نسبتاً به درستی سایر دانشنامه‌ها است. همچنین ویکی‌پدیا مقالاتی وابسته به اخبار فوری دارد که به‌عنوان منابع برای ارائه اطلاعات به‌روز در مورد رویدادها مورد استفاده قرار می‌گیرد.
ویکی‌پدیا بر سیاست «دیدگاه بی‌طرفانه» تأکید می‌کند. طبق این سیاست دیدگاه‌هایی که توسط شخصیت‌های برجسته ارائه شده‌اند بدون هیچ تلاشی برای تأیید آن‌ها به‌طور خلاصه بیان می‌شوند. از آن رو که هر داوطلب می‌تواند مقاله‌ها را به سبک ویکی اضافه یا ویرایش کند، تخریب و عدم اطمینان به صحت همهٔ مطالب از مشکلات همیشگی این دانشنامه بوده است. با این حال در موارد متعددی مقاله‌های ویکی‌پدیا را در رسانه‌های گروهی و مراکز علمی نقل کرده‌اند. مقاله‌های این دانشنامه تحت مجوز حق تألیف آزاد گنو قابل دسترسی هستند. نسخه زبان آلمانی و انگلیسی ویکی‌پدیا به‌وسیله دیسک‌های فشرده منتشر شده و نسخه‌های دیگر آن روی وبگاه‌های دیگر به صورت Fork یا آینه قرار داده شده‌اند. با رشد روزافزون این دانشنامه، گردانندگان آن در بنیاد ویکی‌مدیا، چندین پروژهٔ مشابه دیگر همچون ویکی‌واژه، ویکی‌کتاب، ویکی‌گفتاورد و ویکی‌خبر را پدیدآوردند.

## تاریخچه
ویکی‌پدیا به‌عنوان نسخهٔ تکمیلی یا نسخه جدید نیوپدیا آغاز به کار کرد. نیوپدیا پروژهٔ دانشنامهٔ رایگان و برخطی بود که مقاله‌های آن به دست کارشناسان و از طریق یک جریان رسمی نوشته می‌شدند. نیوپدیا در ۹ مارس ۲۰۰۰ (۱۹ اسفند ۱۳۷۸) تحت مالکیت شرکت بومیس که یک شرکت پورتال وب بود، بنیان‌گذاری شد. شرکت بومیس که در سال ۱۹۹۶ بنیان‌گذاری شده بود، یک پایگاه اینترنتی تفریحات شهوانی و دارای محتوای جنسی برای مردان بود؛ و سرمایه نخستین دانشنامه آزاد نیوپدیا، و جانشین آن ویکی‌پدیا، توسط آن تا سال ۲۰۰۳ تأمین می‌شد. پهنای باند و سرور استفاده شده برای پروژه ویکی‌پدیا، توسط بومیس اهدا شد؛ و بسیاری از کارمندان شرکت بومیس و نیز مدیرعامل این شرکت در ایجاد اولیه ویکی‌پدیا همکاری کردند. اعضای برجستهٔ نیوپدیا عبارت بودند از جیمی ویلز، رئیس شرکت و تصمیم‌گیرندهٔ نهایی و لری سَنگِر رئیس بخش ویرایش و نوشتار نیوپدیا و (بعدها) ویکی‌پدیا. سنگر، نیوپدیا را این‌طور توصیف می‌کند که بین همه دانشنامه‌های موجود آن دوره، تنها نیوپدیا دارای مطالب آزاد بود و محدودیت اندازه نداشت؛ زیرا روی اینترنت قرار داشت. ضمناً به خاطر ماهیت عمومی و محدودهٔ گسترده شرکت‌کنندگان بالقوهٔ خود، بی‌طرف بود. نیوپدیا دارای هفت مرحله بازنگری توسط کارشناسان متخصص در زمینه‌های مختلف بود؛ ولی بعدها همگان به این باور رسیدند که این روند برای تولید مقاله‌ها بسیار کند است. شرکت بومیس که پایه‌گذار این دانشنامه بود نقشه‌هایی برای تبلیغات داشت تا از طریق آن، جبران سرمایه کند. این دانشنامه در ابتدا دارای مجوز مطلب آزاد نیوپدیا بود؛ ولی درست قبل از تشکیل ویکی‌پدیا و با اصرار ریچارد استالمن، مجوز خود را تبدیل به مجوز حق تألیف آزاد گنو کرد.
ویکی‌پدیا برای نخستین بار در ۱۵ ژانویه ۲۰۰۱ (۲۶ دی ۱۳۷۹) و فقط به زبان انگلیسی به نام wikipedia.com به جهان تازه اینترنت وصل شد. ویکی‌پدیا از ۱۰ ژانویه یکی از قابلیت‌های Nupedia.com به‌شمار می‌رفت. به این صورت که نویسندگان عمومی می‌توانستند مقاله‌های خود را در آن وارد کنند تا پس از مرور در نیوپدیا قرار گیرد؛ ولی پس از آن‌که هیئت مشورتی کارشناسان نیوپدیا مدل تولید آن را رد کرد، از وبگاه نیوپدیا برداشته شد. بعد از آن ویکی‌پدیا به صورت پروژه‌ای جدا از نیوپدیا شروع به کار کرد. سیاست «دیدگاه بی‌طرفانه» که شبیه به سیاست پیشین «بی‌طرفی» نیوپدیا بود در همان ماه‌های اول برنامه‌ریزی شد. ویکی‌پدیا سریعاً شرکت‌کنندگانی از نیوپدیا، اسلش دات و راهنماهای موتورهای جستجو به‌دست‌آورد. در پایان سال اول به تعداد ۲۰٬۰۰۰ مقاله بین ۱۸ زبان خود رسید. تا پایان سال ۲۰۰۲ تعداد زبان‌ها به ۲۶، پایان سال ۲۰۰۳ به ۴۶ و در پایان ۲۰۰۴ به تعداد ۱۶۱ زبان رسید. نیوپدیا و ویکی‌پدیا آنقدر کنار هم زیستند تا میزبان (سِرور) نیوپدیا از کار افتاد و در سال ۲۰۰۳ متون آن به ویکی‌پدیا منتقل شد.
ویلز و سنگر، فکر استفاده از ویکی را به وبگاه ویکی‌ویکی‌وب متعلق به وارد کانینگهام نسبت می‌دهند. ویلز این‌گونه بیان می‌دارد که او برای اولین بار در دسامبر ۲۰۰۰ فکر استفاده از ویکی را از جرمی رُزنفیلد که کارمند شرکت بومیس بود و یک ویکی مشابه را به او نشان داده بود شنید؛ اما این واقعه، بعد از آن بود که سنگر، خبر وجود چیزی به نام ویکی را از کوویتز-که یکی از استفاده‌کنندگان ویکی بود-شنید و پیشنهاد ساخت چیزی مثل ویکی برای نیوپدیا را به ویلز داد؛ از همین‌جا بود که تاریخ ویکی شروع شد. پروژه‌ای به نام گنوپدیا تحت همان ایدهٔ مطلب آزاد (و نه تولید ویکی) همراه با نیوپدیا شروع به کار کرده بود. این پروژه متعاقباً غیرفعال شد و سازندهٔ آن، ریچارد استالمن-که بنیان‌گذار بنیاد نرم‌افزارهای آزاد است-شروع به پشتیبانی از ویکی‌پدیا کرد.
کاربران اسپانیایی در فوریه ۲۰۰۲ از ترس تبلیغات تجاری و نبود کنترل در یک ویکی‌پدیای انگلیسی‌محور از ویکی‌پدیا به روی Encyclopedia Libre رفتند. کمی بعد در همان سال، ویلز اعلام کرد که ویکی‌پدیا از این پس هیچ تبلیغی نشان نخواهد داد و وبگاه آن را به wikipedia.org انتقال داد. بعضی پروژه‌ها به دلایل ویرایشی خاص به جاهای دیگری نظیر ویکی‌اینفو انتقال داده شده‌اند. در ویکی‌اینفو خبری از «دیدگاه بی‌طرفانه» نیست.
در ۲۱ ژوئن ۲۰۰۳ (۳۰ خرداد ۱۳۸۲) بنیاد ویکی‌مدیا از بین ویکی‌پدیا و نیوپدیا شکل گرفت. ویکی‌پدیا و پروژه‌های خواهر آن تا به حال تحت ادارهٔ این سازمان ناسودبر کار کرده‌اند. اولین پروژه خواهر ویکی‌پدیا در اکتبر ۲۰۰۲ به یاد حملات ۱۱ سپتامبر برای یادآوری حوادث آن روز ساخته شد. ویکی‌واژه که پروژهٔ فرهنگ واژه‌ها بود در دسامبر ۲۰۰۲، ویکی‌گفتاورد که مجموعه‌ای از گفته‌های معروف بود درست یک هفته بعد از افتتاح ویکی‌مدیا و پروژه ویکی‌کتاب که مجموعه‌ای از کتاب‌های رایگانی است که با مشارکت همگانی گردآوری شده‌اند در ماه بعد به کار افتاد. ویکی‌مدیا پس از آن شروع به تشکیل پروژه‌های جدیدی کرد که در زیر توضیح داده خواهند شد.
ویکی‌پدیا از ابتدا وضعیت خود را با شمارش مقاله‌های خود سنجیده است. در دو سال ابتدایی پیدایش خود روزانه در حدود ۱۰۰ مقاله یا کمتر به آن اضافه می‌شد. ویکی‌پدیای انگلیسی در ۲۲ ژانویه ۲۰۰۳ (۲ بهمن ۱۳۸۱) به سرعت به ۱۰۰٬۰۰۰ مقاله رسید. در سال ۲۰۰۴ مقاله‌های ویکی‌پدیا به نرخ رشد تقریبی ۱٬۰۰۰ تا ۳٬۰۰۰ مقاله در روز رسیدند. در ۲۵ فوریه ۲۰۰۴ (۶ اسفند ۱۳۸۲) ویکی‌پدیا در همه زبان‌های خود به میزان ۵۰۰٬۰۰۰ مقاله دست یافت. در ۲۰ سپتامبر ۲۰۰۴ (۲۹ شهریور ۱۳۸۳) مقاله‌های ویکی‌پدیا در ۱۰۵ زبان به یک میلیون رسید.
- ویکی‌پدیا تا ۲ اردیبهشت ۱۳۹۱ دربرگیرندهٔ ۲۷۹ زبان با بیش از ده مقاله بوده است. به‌طور کلی ویکی‌پدیا دارای ۲۸۵ گونه زبان ملل جهان و بیش از ۲۱ میلیون مقاله بوده است.
- ویکی‌پدیا تا تاریخ ۱۸ اکتبر ۲۰۱۳ (۲۶ مهر ۱۳۹۲) در برگیرندهٔ ۲۸۱ زبان با بیش از ده مقاله بوده است. به‌طور کلی ویکی‌پدیا دارای ۲۸۷ گونه زبان ملل جهان و نزدیک به ۳۰ میلیون مقاله است.

## ویژگی‌ها

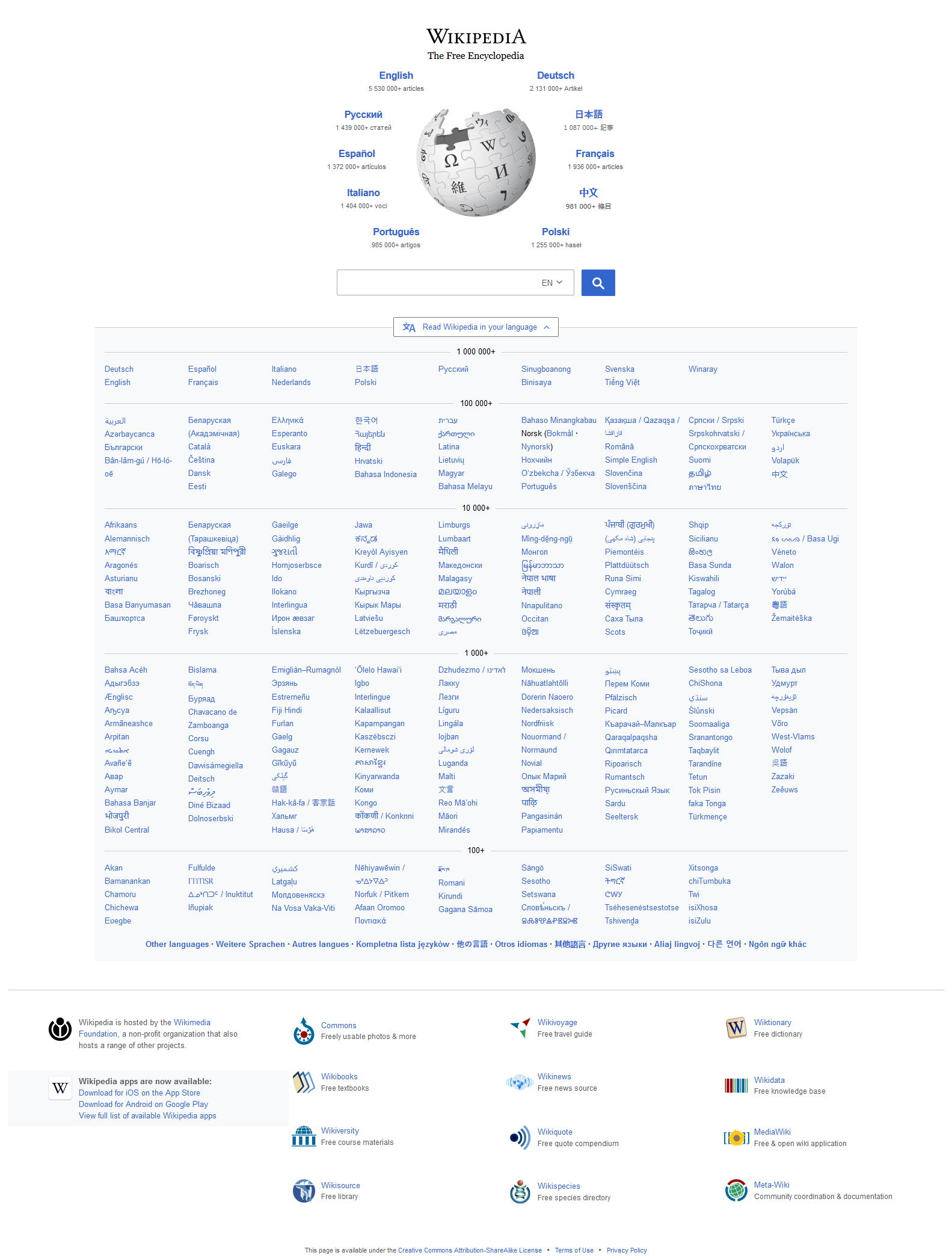
جزئیات پورتال چندزبانهٔ ویکی‌پدیا در نشانی http://wikipedia.org. در این تصویر بزرگ‌ترین نسخه‌های ویکی‌پدیا نشان داده شده‌اند.

این دانشنامه روی وبگاه wikipedia.org با استفاده از نرم‌افزاری به نام «ویکی» که به زبان جزیرهٔ هاوایی به معنی «تند» است ساخته شده است. ویلز بر این باور است که ویکی‌پدیا باید به کیفیت دانشنامه بریتانیکا یا بهتر برسد و چاپ هم بشود. جیمی ویلز بنیان‌گذار ویکی‌پدیا آن را اینگونه توصیف می‌کند. 
«ویکی‌پدیا کوششی برای آفرینش و پخش دانشنامه‌ای با بالاترین کیفیت ممکن برای همه مردم روی زمین و به زبان مادریشان است.»

### ویکی‌پدیا در میان دانشنامه‌های اینترنتی
دانشنامه‌های گوناگون دیگری روی اینترنت هستند یا قبلاً وجود داشته‌اند. در برخی از آن‌ها مانند دانشنامه فلسفه استانفورد و نیوپدیا (که دیگر وجود ندارد) سیاست‌های مقاله‌نویسی سنتی و مالکیت مقاله وجود دارند. به‌طور اتفاقی وبگاه‌هایی مانند h2g2 یا اوریتینگ۲ وجود دارند که به مانند راهنماهایی کلی عمل می‌کنند و مقاله‌هایشان توسط همگان نوشته و بازنگری می‌شوند. پروژه‌هایی همچون ویکی‌پدیا، Susning.nu و Enciclopedia Libre همگی ویکی هستند و در همه آن‌ها مقاله‌ها به دست نویسنده‌های بیشماری نوشته می‌شوند و هیچ گونه بازنگری رسمی روی آن‌ها اعمال نمی‌شود. ویکی‌پدیا تبدیل به بزرگ‌ترین نوع دانشنامه ویکی چه از نظر تعداد مقاله‌ها و چه از نظر تعداد واژه‌ها شده است. از بین همه دانشنامه‌های موجود، ویکی‌پدیا به خاطر داشتن حق تألیف آزاد گنو متمایز گشته است.
ویکی‌پدیا مصرانه می‌خواهد تنها یک دانشنامه باقی بماند. هدف آن تبدیل شدن به مجموعه کاملی از دانش بشری نیست. مجموعه سیاست‌هایی تحت عنوان «ویکی‌پدیا چه چیزی نیست» وجود دارند که مشخص می‌کنند چه اطلاعاتی نباید در ویکی‌پدیا گنجانده شوند. این سیاست‌ها تا به حال غالباً باعث مشاجره بر سر اضافه کردن، حذف یا اصلاح مطلبی خاص شده‌اند.

### مطالب آزاد
مجوز حق تألیف آزاد گنو (GFDL) که مقاله‌های ویکی‌پدیا با استفاده از آن عرضه می‌شوند یکی از مجموعه «کپی‌لفت» کپی‌رایت است که اجازه توزیع دوباره، خلق آثار مشتق شده و استفاده تجاری از مطالب مقاله‌ها به شرط ذکر نام نویسنده و ماندن اثر تحت مجوز GFDL را می‌دهد. هنگامی که یک نویسنده اصل اثر خود را به پروژه تحویل می‌دهد، حق تألیف او روی آن اعمال می‌شود ولی باید قبول کند که اثر خود را تحت مجوز GFDL در اختیار عموم بگذارد. ممکن است مطالب موجود در ویکی‌پدیا روی منابع دیگری که از این مجوز استفاده می‌کنند قرار بگیرند یا از آن منابع گرفته شده باشند. مطالب ویکی‌پدیا از طریق انبارهای اطلاعاتی روی صدها منبع به صورت آینه یا fork قرار گرفته‌اند. اگر چه همه متون عرضه شده در ویکی‌پدیا از مجوز GFDL استفاده می‌کنند، درصد بالایی از تصاویر و پرونده‌های صوتی ویکی‌پدیا رایگان نیستند. اقلامی چون لوگوی شرکت‌ها، نمونهٔ آهنگ‌ها یا تصویرهای دارای حق تألیفِ خبری با درخواست استفاده منصفانه استفاده می‌شوند. اقلامی نیز وجود دارند که با شرط عدم اشتقاق یا «فقط برای ویکی‌پدیا» به این دانشنامه داده شده‌اند.

### زبان‌ها

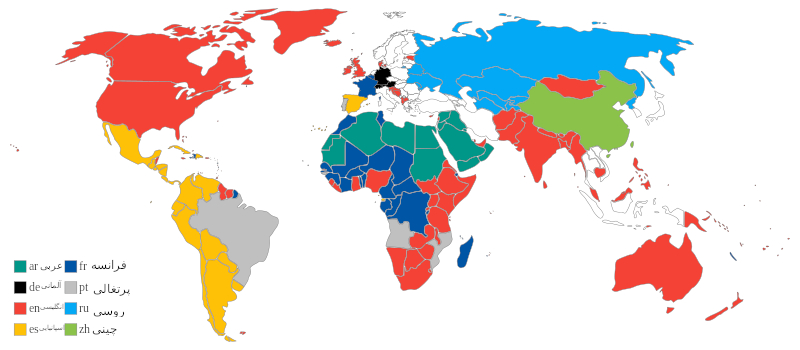
پراستفاده‌ترین نسخهٔ ویکی‌پدیا درکشورهای مختلف - سال ۲۰۲۱ میلادی

ویکی‌پدیا تا دسامبر ۲۰۱۵ (آذر ۱۳۹۴) دربرگیرندهٔ ۲۸۱ زبان با بیش از ده مقاله بوده است. به‌طور کلی ویکی‌پدیا دارای ۲۹۱ گونه زبان ملل جهان و نزدیک به ۳۵ میلیون مقاله است.
زبان‌های مختلف به صورت مستقل از هم کار می‌کنند. ویرایش‌های زبانی به بقیه زبان‌های دیگر محدود یا وصل نشده‌اند و فقط محدود به سیاست‌های کلی نظیر «دیدگاه بی‌طرفانه» هستند. با اینکه مقاله‌ها و تصاویر بین زبان‌ها به اشتراک گذاشته نشده‌اند ولی اولی از طریق صفحاتی که در آن‌ها درخواست ترجمه می‌شود و روی زبان‌های بزرگ‌تر قرار دارند و دومی از راه انبار عمومی ویکی‌پدیا حل شده‌اند. مقاله‌های ترجمه شده بخش کوچکی از مقاله‌های موجود همهٔ زبان‌ها را تشکیل می‌دهند.
ویکی‌پدیای فارسی هم‌اکنون با ۱٬۰۴۵٬۶۸۱ نوشتار (شمارش زنده) در ردهٔ هجدهم، و در میان زبان‌هایی که عموماً در خاورمیانه تکلم می‌شود، بالاتر از زبان ترکی استانبولی و زبان عبری قرار دارد.
آمار کلی ویکی‌پدیاها (انتهای سال ۲۰۱۵):
- بیش از ۲٬۱ میلیارد ویرایش
- بیش از ۱۴۱ میلیون کل صفحات
- بیش از ۳۷٬۰ میلیون مقاله
- بیش از ۲٬۴ میلیون تصویر
- بیش از ۵۹٬۰ میلیون کاربر
- ۴٫۰۲۲ مدیر

ویکی‌پدیاهای موجود به زبان‌های خانوادهٔ زبان‌های ایرانی از این قرارند:

### نرم‌افزار و سخت‌افزار
ویکی‌پدیا توسط برنامه متن‌باز مدیاویکی روی دسته‌ای از میزبانان وب مستقر در فلوریدا اجرا می‌شود. مدیاویکی نسخه سوم این برنامه است. در ابتدا ویکی‌پدیا روی UseModWiki که توسط کلیفورد آدامز (نسخه ۱) نوشته شده بود کار می‌کرد. در ابتدا برای پیوندهایش از سرهم‌نویسی نگارش شتری استفاده می‌کرد ولی بعدها امکان استفاده از کروشه (bracket) هم در آن ایجاد شد. ویکی‌پدیا ژانویه ۲۰۰۲ در نسخه جدید خود (فاز دوم پروژه) از موتور پی‌اچ‌پی‌ویکی روی پایگاه داده مای‌اس‌کیوال استفاده کرد. این نرم‌افزار که نسخه دوم به حساب می‌آمد توسط ماگنوس مانسک و مخصوص دانشنامهٔ ویکی‌پدیا نوشته شده بود. به خاطر تقاضاهای زیاد به منظور بهبود کیفیت، اصلاحات زیادی روی آن انجام شد. سرانجام این نرم‌افزار توسط لی دانیل کراکر دوباره‌نویسی شد. این نرم‌افزار که نسخه شماره سه محسوب می‌شد در ژوئیه ۲۰۰۲ نوشته شد و مدیاویکی نام‌گذاری گردید. مجوز استفاده از آن تحت گنو است و در همه پروژه‌های ویکی‌مدیا از آن استفاده می‌شود.
ویکی‌پدیا روی دسته‌ای از میزبان‌های وب لینوکس در فلوریدا و چهار مکان دیگر میزبانی می‌شود. این وبگاه تا سال ۲۰۰۴ تنها روی یک سرور بود تا آنجا که تنظیمات میزبان آن تقسیم به چندین قسمت شد. در ژانویه ۲۰۰۵ ویکی‌پدیا روی ۳۹ سرور مختلف در فلوریدا مشغول به کار بود. پیکربندی آن عبارت است از یک بانک اطلاعاتی بزرگ تحت مای‌اس‌کیوال، چندین میزبان خادم بانک اطلاعاتی و ۲۱ میزبان وب که با نرم‌افزار آپاچی کار می‌کنند و ۷ تا که تحت میزبان Squid Cache کار می‌کنند.
در سپتامبر ۲۰۰۵، گروه میزبان‌های وب ویکی‌پدیا به بیش از ۱۰۰ عدد افزایش یافت و بنابر تقاضای مسئول مرکز داده‌ها، همه میزبان‌ها با موفقیت، به ساختمان جدید واقع در مرکز شهر تامپا منتقل شدند.
تقاضاهای صفحهٔ وب ابتدا به میزبانان مخزن Squid caching فرستاده می‌شوند. درخواست‌هایی که قابلیت انجام شدن در این میزبان‌ها را ندارند به دو میزبان متعادل‌ساز که نرم‌افزار perlbal روی آن‌ها نصب است فرستاده می‌شوند. سپس تقاضاها برای یکی از میزبان‌های وب آپاچی فرستاده می‌شوند تا مورد پردازش قرار گیرند. میزبان‌های وب، صفحات را به شکل لازم پردازش می‌کنند. برای افزایش سرعت، صفحاتی که برای کاربران ناشناس پردازش شده‌اند در یک فایل‌سیستم ذخیره (cache) می‌شوند تا زمانی‌که از درجه اعتبار ساقط شوند. این امر باعث عدم پردازش صفحات معمول شده و در نتیجه در زمان و انرژی صرفه‌جویی می‌شود. ویکی‌مدیا ساخت شبکه‌ای جهانی از میزبانان مخزن در کنار ۳ میزبان مخزن خود در فرانسه را آغاز کرده است تا سرعت پاسخگویی را بالاتر ببرد. در حال حاضر یک گروه میزبان جدید در هلند و در کره جنوبی شروع به کار کرده‌اند و پاسخگوی بخش بزرگی از ترافیک ویکی‌پدیا هستند.
گزارش وضعیت رو به رشد وبگاه ویکی‌پدیا به صفحه وضعیت فرستاده می‌شود.

## ویرایش

اندازهٔ ویکی‌پدیای انگلیسی در سال ۲۰۰۷، اگر همه مطالب آن چاپ و صحافی می‌شد.

تقریباً هر کاربری می‌تواند مقاله‌های ویکی‌پدیا را ویرایش کند و تغییرات خود را سریعاً ببیند. فکر ویرایش مقاله‌ها بر این اساس شکل گرفته که همکاری کاربران با یکدیگر می‌تواند در بهبود کیفیت مقاله‌ها در طول زمان تأثیر به سزایی داشته باشد؛ همان‌طور که در توسعهٔ نرم‌افزارهای متن‌باز داشته است. نویسندگان آن نیازی به داشتن مدارک رسمی یا تخصص در زمینهٔ موضوعی که ویرایش می‌کنند ندارند. به آن‌ها اخطار داده می‌شود که ممکن است مقاله‌های آن‌ها توسط هر کس و به هر نحوی که می‌خواهد، بی‌رحمانه مورد ویرایش قرار گیرند و توزیع شوند. مقاله‌های آن‌ها توسط هیچ شخص خاص یا گروه تحریریه‌ای بازنگری نمی‌شوند. تصمیم‌گیری در مورد مطالب و سیاست‌های ویرایشی ویکی‌پدیا با توافق عام و رأی‌گیری صورت می‌گیرد.
به دلیل بازبودن ویکی‌پدیا «جنگ‌های ویرایشی» (که «جنگ‌های بازنگری» نیز گفته می‌شوند) و مشاجره‌های طولانی غالباً وقتی اتفاق می‌افتند که ویرایشگران با نظرات مختلف خود، با هم به توافق نمی‌رسند. اعضای انجمن‌های ویکی‌پدیا روند ویرایشی آن را یک عمل دسته‌جمعی و نوعی جریان اجتماعی و تکامل تدریجی داروینی می‌دانند. مقاله‌ها همیشه در معرض ویرایش قرار دارند بدین گونه که ویکی‌پدیا هیچگاه مقاله‌ای را تمام شده تلقی نمی‌کند. تخریب، مشکل دائمی ویکی‌پدیا بوده است، امّا در این سایت اگر در مقاله‌ای اقدام به تخریب ویا لجن‌پراکنی صورت پذیرد بلافاصله با اضافات دیگران تصحیح خواهد شد.

### سیاست‌ها
ویکی‌پدیا از همه ویرایشگران خود می‌خواهد تا هنگام نوشتن «دیدگاه بی‌طرفانه» ای داشته باشند و پژوهش ابتکاری خود را در ویکی‌پدیا قرار ندهند. نگاه بی‌طرفانه که خود سیاستی «غیرقابل بازگشت» است هدف دانشنامه را اینگونه برمی‌شمرد: «نشان دادن عوامل اختلاف، توصیف آن‌ها به جای وارد شدن در آنها». اگر به این مهم برسیم دیگر ویکی‌پدیا تنها از یک «دیدگاه بی‌طرفانه» بیان نشده است بلکه حاوی همه نظرات بی‌طرفانه مربوط به یک موضوع خواهد بود. این سیاست بیان می‌دارد که به هر دیدگاهی بسته به اعتبار آن باید بها داد. از این سیاست به خاطر داشتن هدفی غیرقابل دسترس که در مورد آثار بی‌اعتبار بی‌مورد است و به دیدگاه‌های «ضد اخلاقی» اجازهٔ ظهور می‌دهد انتقاد شده است.
آرا و نظراتی که تا پیش از نوشته شدن در ویکی‌پدیا منتشر نشده باشند، «تحقیق‌های ابتکاری» تلقی می‌شوند و اجازهٔ ورود نخواهند داشت. سیاست «تحقیق غیر ابتکاری» اینگونه بیان می‌دارد که آثار این‌چنینی نمی‌توانند نمایانگر دیدگاهی بی‌طرفانه باشند. پس نظرات یا دیدگاه‌های جدیدِ ویرایشگران نباید در ویکی‌پدیا معرفی شوند.
همکاران ویکی‌پدیا از سیاست‌ها و خط‌مشی‌های متنوع کوچک‌تری نیز پشتیبانی می‌کنند. برخلاف دیگر ویکی‌های موجود مانند Ward Cunningham's Portland Pattern Repository، ویکی‌پدیا به جای قرار دادن بحث‌های مربوط به تغییرات مقاله‌ها در درون آنها، صفحاتی جداگانه را به نام «بحث» به این کار اختصاص داده است. همکاران ویکی‌پدیا گاهی مقاله‌هایی را که احساس می‌کنند مناسب یک دانشنامه نیست، تغییر یا انتقال داده یا حذف می‌کنند. تعاریف فرهنگ واژه‌ها (dicdefs) یا اصل متن‌ها از اینگونه مقاله‌ها هستند. گاهی ویرایش‌های مختلف ویکی‌پدیا برای خود سبک نوشتاری خاصی ایجاد می‌کنند.

### مدیریت و ویرایشگری
تفاوت‌های منحصربه‌فرد خاصی بین ویرایشگرهای ویکی‌پدیا وجود ندارد و تصمیم‌ها با رأی اکثریت گرفته می‌شوند. در دسامبر ۲۰۰۵، ویکی‌پدیا حدوداً ۲۷٬۰۰۰ کاربر داشته است که هر کدام دست‌کم در روز پنج ویرایش یا اثر از خود به جای گذاشته‌اند. بنابر آمارهای ویکی‌مدیا، یک‌چهارم ترافیک ویکی‌پدیا از سوی کاربرانی است که حساب ندارند و کمتر دست به ویرایش مقاله می‌زنند.
وظایف نگه‌داری بر عهدهٔ گروه‌های داوطلبی از توسعه‌دهندگان، ناظران، مأموران و مدیران است که شمارِ آنان به صدها نفر می‌رسد. مدیران، بزرگ‌ترین گروه بین آن‌ها هستند که توانایی جلوگیری از ویرایش یک مقاله یا جلوگیری از دسترسی کاربران خاص طبق سیاست‌های جامعه را دارند. کاربران زیادی تا به حال به صورت اضطراری یا دائم از ویرایش مقاله در ویکی‌پدیا منع شده‌اند. ممکن است تخریب یا تخلف از سیاست‌ها، باعث منع اضطراری یک کاربر شود. در حالی‌که تصمیم اخراج بلندمدت یا همیشگی توسط آقای ویلز یا کمیته داوری تخلفات جدی و دامنه‌دار اتخاذ می‌شود.
ویکی‌پدیا از طریق بنیاد ویکی‌مدیا برپا شد. هزینه‌های ربع چهارم سال ۲۰۰۵ آن معادل ۳۲۱٬۰۰۰ دلار آمریکا بوده که ۶۰٪ آن مربوط به سخت‌افزار است. هم‌اکنون بنیاد ویکی‌مدیا بر روی کمک‌های خصوصی تکیه دارد و از رایزن‌های مالی استفاده می‌کند. رایزنی مالی سال ۲۰۰۷ موجب جمع‌آوری مبلغی بیش از ۱ میلیون دلار شد.
رئیس پیشین بخش ویرایش ویکی‌پدیا، لری سنگر گفته است وجود مجوز جی‌اف‌دی‌ال (GFDL) «به‌عنوان ضمانت آزادی، انگیزه خوبی برای کار در یک دانشنامه آزاد است.» پروفسور آندریا سیفولیلی در مطالعه ویکی‌پدیا به‌عنوان یک انجمن، این‌طور مطرح می‌کند که: «هزینه‌های پایین شرکت در نرم‌افزار ویکی، خود عامل فروگشایی برای توسعه جمعی است و دیدگاه «ساختِ خلاقانه» میزان شرکت‌پذیری را بالا می‌برد». ویکی‌پدیا را از منظر تجربه‌ای اجتماعی در آنارشیسم یا دموکراسی نیز مورد بررسی قرار داده‌اند. بنیان‌گذار آن این‌گونه پاسخ می‌دهد که حتماً قرار نیست این‌طور باشد اگرچه ممکن است دستاوردش این بوده باشد. در جستجویی که داخل ویکی‌پدیا انجام شد صفحه‌ای پیدا شد که نویسنده آن اینگونه بیان داشته که ارزش این دانشنامه به خاطر آن است که ویکی‌پدیا انجمنی اجتماعی است. به این معنا که می‌توان از نویسندگان خواست تا از کار خود دفاع کرده یا آن را روشن سازند و بحث‌ها سریعاً قابل مشاهده‌اند. ویرایش‌های گوناگون ویکی‌پدیا غالباً دارای میزهای مرجعی هستند که اعضای انجمن در آنجا به پرسش‌ها پاسخ می‌دهند.

## جامعهٔ کاربری

تخمین سهم مناطق مختلف جهان در مشارکت در نسخه‌های مختلف ویکی‌پدیا

ویکی‌پدیا به عنوان یک دانشنامه آنلاین هم‌زمان به بسیاری از زبان‌ها نوشته می‌شود و همکاران آن افرادی از سراسر جهان هستند و هر کسی می‌تواند به رشد آن کمک کند. این دانشنامه از زمان تولد تاکنون، رشد بسیار سریعی داشته و بزرگ‌ترین وبگاه دانشنامه‌ای با بیش از ۸۰ میلیون بازدیدکننده در ماه است و بیش از ۹۰٬۰۰۰ کاربر فعال دارد که بر روی بیش از ۱۸٬۰۰۰٬۰۰۰ مقاله به ۲۷۰ زبان کار می‌کنند.
در یک مقالهٔ تحقیقاتی منتشرشده در سال ۲۰۱۲ در پلاس وان، طاها یاسری و همکاران خود با بررسی میزان مشارکت کاربران در طول شبانه‌روز سهم مناطق جهان را در ویرایش چند نسخهٔ مختلف ویکی‌پدیا تخمین زدند. این بررسی‌ها نشان دادند برای مثال غالب مشارکت‌های انجام‌شده در ویکی‌پدیای فارسی از اروپا و آمریکای شمالی بوده است. یا مثلاً ۵۰٪ ویرایش‌های انجام‌شده از آمریکای شمالی در ویکی‌پدیای انگلیسی بوده‌اند و برای ویکی‌پدیای انگلیسی ساده این مقدار ۲۵٪ بوده است.

## ارزیابی‌ها

### انتقادات
منتقدان بر این باورند که مجوز ویرایش همگانی، ویکی‌پدیا را دانشنامه‌ای غیرقابل اعتماد ساخته است. فیلیپ بردلی در مصاحبه‌ای که با روزنامه گاردین در سال ۲۰۰۴ انجام داد گفت که او هرگز از ویکی‌پدیا استفاده نمی‌کند و «هیچ کتابدار دیگری را نمی‌شناسد که این کار را انجام دهد. مشکل اصلی عدم وجود قدرت کنترل‌کننده در ویکی‌پدیا است. در کتب منتشرشده، ناشر باید تضمین کند که اطلاعات کتابش درست است زیرا امرار معاش او بستگی به آن دارد. اما با وجود چیزی مثل ویکی‌پدیا همه آن بر باد می‌رود.» تد پاپاس رئیس ویرایشگران دانشنامه بریتانیکا در مصاحبه‌ای با گاردین این‌طور می‌گوید که: «فرضیهٔ ویکی‌پدیا بر این استوار است که پیشرفت مداوم به کمال می‌انجامد. این فرضیه هیچگاه ثابت نشده است.» دانا بوید در سال ۲۰۰۵ در بحثی پیرامون ویکی‌پدیا به‌عنوان یک منبع دانشگاهی این‌طور می‌گوید که «ویکی‌پدیا هیچ‌گاه یک دانشنامه نخواهد شد ولی حتماً در آینده تبدیل به منبع گسترده‌ای از دانش می‌شود که برای اهداف مختلف ارزش زیادی خواهند داشت.» با اینحال هنوز هم دانشنامه‌های سنتی حق خود می‌دانند که هیچ مسئولیتی در قبال خطاهای احتمالی به گردن نگیرند.
رابرت مک‌هنری ویرایشگر سابق بریتانیکا در مقاله‌ای تحت عنوان «دانشنامهٔ مورد اعتماد» ویکی‌پدیا را مورد انتقاد قرار داده است و می‌نویسد «هر چند که ممکن است مقاله‌ای در ویکی‌پدیا به درجه اعتبار بالایی دست یابد ولی تا ابد در معرض تغییر دخالت‌کنندگان بی‌اطلاع یا کم‌سواد قرار خواهد داشت.» آرون کرون مقاله تکذیبیه‌ای در رد روش‌های مک‌هنری نوشته و آن‌ها را FUD که نوعی فن تجاری به حساب می‌آید و در زبان انگلیسی مخفف سه واژه به معنای «ترس، عدم اطمینان و شک» است اطلاق کرده است. رئیس بخش تحریریهٔ سابق، لَری سَنگر، در اواخر سال ۲۰۰۴ از ویکی‌پدیا به دلیل داشتن ماهیت «ضد نخبه» که باعث رد بازنگری رسمی می‌شود و در نتیجه موجب کاهش اعتبار مقاله‌های آن می‌شود انتقاد کرد.
ویکی‌پدیا را به خاطر فراگیر نبودن مورد اتهام قرار داده‌اند؛ زیرا ماهیت آن داوطلبانه است و می‌تواند بازتاب جانبداری‌های جهت‌دار نویسندگان آن باشد. دال هویبرگ رئیس بخش تحریریه دانشنامهٔ بریتانیکا این‌طور بیان می‌دارد که «مردم دربارهٔ چیزهایی می‌نویسند که به آن‌ها علاقه دارند در نتیجه بسیاری از موضوعات پوشش داده نمی‌شوند ولی وقایع خبری با همه جزئیاتشان ذکر می‌شوند. مدخل مربوط به تندباد فرنسس پنج برابر بزرگی مدخل مربوط به هنر چین است و مدخل خیابان کورونیشن دو برابر مدخل مربوط به تونی بلر است.» لری سنگر رئیس بخش سابق ویرایش نیوپدیا در سال ۲۰۰۴ گفت: «هنگامی که به یک مسئله نسبتاً تخصصی می‌رسیم (که خارج از علاقه مردم است) اعتبار مقاله‌ها بسیار غیرقابل اعتماد می‌شود.»
در مه سال ۲۰۰۵ (خرداد ۱۳۸۴) مثال هویبرگ صحت خود را از دست داد: مقالهٔ مربوط به هنر چین تقریباً سه برابر مقالهٔ مربوط به تندباد فرنسس شد و مقاله مربوط به تونی بلر در حدود ۵۰٪ بزرگ‌تر از مقالهٔ خیابان کورونیشن گردید. این نکته کاملاً روشن است که مقاله‌هایی که در پرسش مطرح شده بودند تنها به‌عنوان مثال‌هایی برای گرایش متمایل نویسندگان آورده شده بودند؛ اگر چه می‌توان از این مثال‌ها برای نشان دادن روند رو به تعادل منطقی ویکی‌پدیا استفاده کرد.
ویکی‌پدیابه دلیل اینکه اجازه می‌دهد مقاله‌هایش ضمن وقایع جاری به روز شوند یا مقاله‌ای بر اساس رویداد روز خلق شوند ستایش شده است. برای نمونه مقالهٔ مربوط به زلزله اقیانوس هند که اندکی بعد از وقوع آن در ویکی‌پدیای انگلیسی نوشته شد به سرعت توسط بعضی از مطبوعات چاپ شد. به همین دلیل محدودهٔ موضوعی این دانشنامه می‌تواند بسیار وسیعتر از بقیه دانشنامه‌ها باشد.
در سال ۲۰۰۵ نیچر نتایج یک داوری همتا را که ۴۲ مقاله علمی در بریتانیکا و ویکی‌پدیا را مقایسه کرده بود منتشر کرد. این پژوهش نتیجه‌گیری کرد که درجه دقت ویکی‌پدیا به درجه دقت بریتانیکا رسیده است. مجله تایم می‌نویسد که سیاست درهای باز که اجازه ویرایش را به همه می‌دهد مسبب این شده است که ویکی‌پدیا بزرگ‌ترین و احتمالاً بهترین دانشنامه در جهان باشد که این شاهدی بر دیدگاه جیمی ویلز است.

### ویرایش دسته‌جمعی
روند ویرایشی ویکی‌پدیا اینطور فرض می‌کند که قرار دادن مقالات در معرض ویرایش همگانی باعث صحت مطالب می‌شود. سانگر پیش از این با اشاره به قانون لینوس در مورد توسعه متن‌بازگفته بود: «با داشتن چشم‌های زیاد، خطاهای کمتری رخ خواهند داد.». مرورگران زیاد مقاله‌های ویکی‌پدیا باعث می‌شود تا مطالب خرابکارانه و جانبدارانه به سرعت واگردانی شوند. جوی ایتو یکی از شخصیتهای برجستهٔ فناوری در مورد صحت مطالب ویکی‌پدیا این‌طور می‌نویسد که «هر چند این مسئله کمی بستگی به نوع رشته دارد، پرسش این است که آیا مطلبی که از یک منبع اطلاعاتی دقیق به دست می‌آید درست‌تر است یا مطلبی که توسط صدها هزار نفر (با امکان ویرایش) دیده شده و هنوز باقی‌مانده!» در آزمایش غیررسمی که روی توانایی ویکی‌پدیا در کشف اطلاعات غیرصحیح انجام شد، نویسنده این‌طور بیان می‌دارد که این جریان «مکانیسمی حقیقت یاب نیست بلکه بیشتر شبیه مکانیسم رای‌گیری است، در نتیجه ممکن است مطلبی که اشتباه به «نظر» نرسد صحیح تلقی شود.»

### ارجاع به ویکی‌پدیا
ویکی‌پدیا تا به حال توسط رسانه‌ها، مراکز علمی و دیگر منابع به‌عنوان مرجع یا ضمیمه، مورد استفاده قرار گرفته است. سازمان‌های خبری مقاله‌های ویکی‌پدیا را به‌عنوان منبع نام برده‌اند یا در گوشهٔ صفحهٔ وب خود، برای کسب اطلاعات بیشتر، ارجاعی به آن گذاشته‌اند. بعضی از آن‌ها این کار را به‌طور مرتب انجام می‌دهند. بنابر فهرستی که توسط ویرایشگران ویکی‌پدیا تهیه شده است، مقاله‌های ویکی‌پدیا بیشتر از همه جا در رسانه‌های خبری ذکر شده‌اند. در رده‌های پایین‌تر، تحقیقات علمی، کتاب‌ها، همایش‌ها و دادگاه‌ها قرار دارند. ارجاع‌های زیادی به مقاله‌های ویکی‌پدیا در بخش «دیدگاه‌های بهتر» روزنامهٔ علم (Science Journal) قرار گرفته است. اولین ارجاع این روزنامه، پیوندی به مقالهٔ ویکی‌پدیا تحت عنوان «A White Collar Protein Senses Blue Light» (لیدن، ۲۰۰۲) بود. پس از آن مقاله‌های زیادی به پیوندهای مشابه ارجاع داده‌اند.

## ارجاع به ویکی‌پدیا در رسانه‌های فارسی
در رسانه‌های فارسی بسیاری از مقالات ویکی فارسی کپی و منتشر می‌شود و غالباً منبع آن نیز ذکر نمی‌شود در پایان‌نامه‌های دانشجویی به وفور از منابع ویکی‌پدیا استفاده می‌شود با این تفاوت که دانشجو منابع ویکی‌پدیا را با نام خودش جا می‌زند و بسیاری از استادان نیز دانسته یا نادانسته مطالب را می‌پذیرند. همین کار در خصوص مقاله‌های انگلیسی ویکی‌پدیا نیز انجام می‌شود. البته موارد بسیار زیادی نیز به‌خوبی منبع ویکی‌پدیا را می‌آورند. در سال‌های اخیر مراجعه به ویکی‌پدیای فارسی افزایش چشمگیری داشته که علت آن جلب اعتماد و همچنین مزایای متعددی است که سایت ویکی‌پدیا از آن برخوردار است. آمار نشان می‌دهد که در سال ۲۰۰۹ میلادی در حدود نیمی از بازدیدهای کاربران ایرانی از نسخه انگلیسی ویکی‌پدیا انجام می‌شده و کمی بیشتر از نیمی از دیگر مراجعات به نسخه فارسی این دانشنامه جهانی بوده است. بررسی همین آمار برای سال‌های پیاپی اما حکایت از استقبال فزاینده جامعه ایرانی از نسخه فارسی ویکی‌پدیا دارد به‌طوری‌که در سال ۲۰۱۳ در حدود ۷۵ درصد از مراجعات ایرانیان برای کسب اطلاعات از این دانشنامه به نسخه فارسی بوده و نسخه انگلیسی تنها حدود ۲۲ درصد از مراجعات ایرانیان را به خود جلب کرده است.
طی این مدت البته تعداد مقالات نسخهٔ فارسی ویکی‌پدیا نیز رشد چشمگیری را نشان می‌دهد به‌طوری‌که شمار مقالات این دائرةالمعارف فارسی از مرز ۹۵۰ هزار مقاله گذشته و از این نظر، زبان پیشرو در میان زبان‌های منطقه خاورمیانه است.

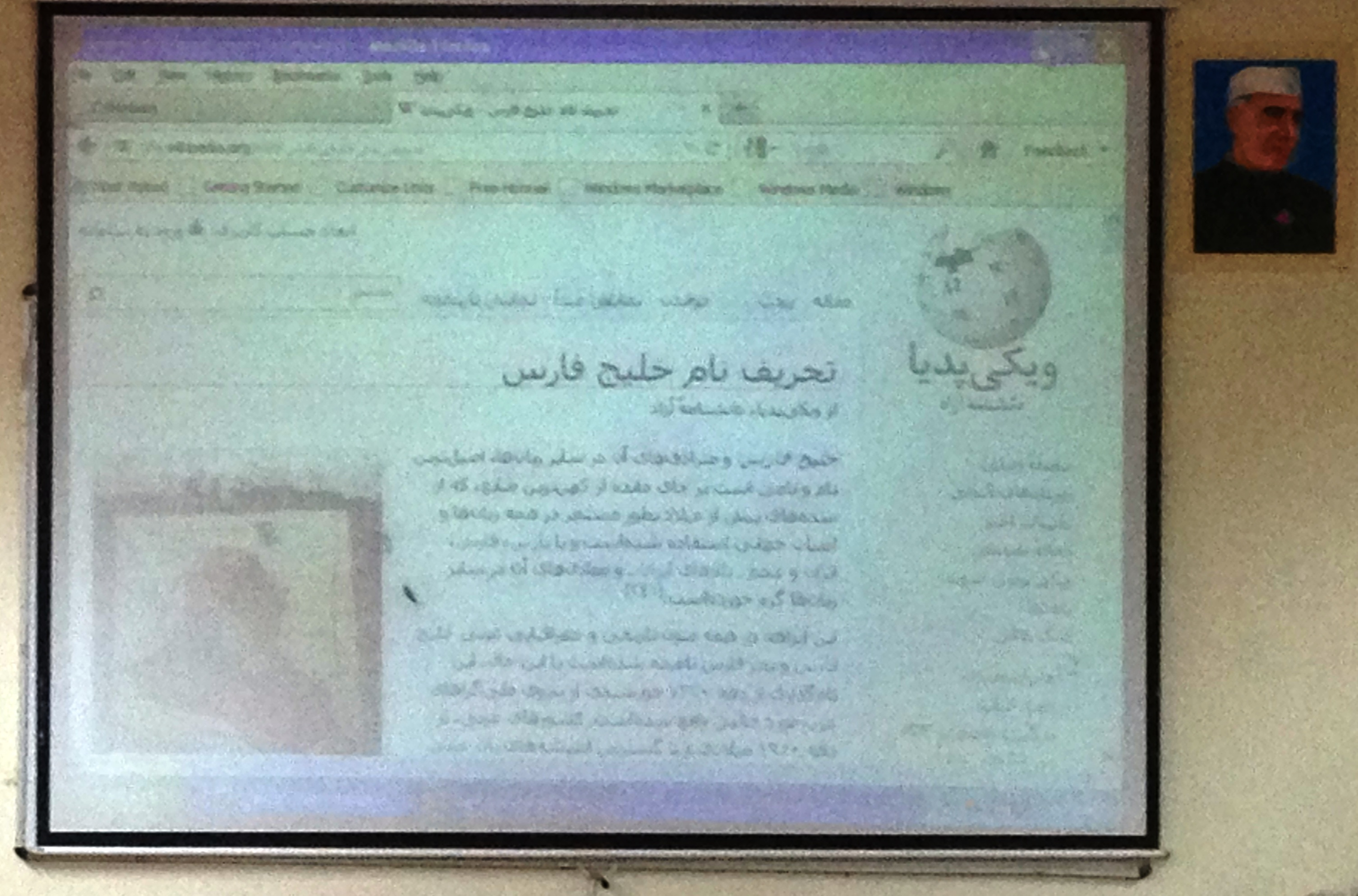
Wikipedia Persian Gulf page روز ملی خلیج فارس دانشگاه دهلی.

## فیلترینگ و سانسور

### سانسور ویکی‌پدیای فارسی
بر اساس یک بررسی در ژوئیهٔ ۲۰۱۳ از میان حدود ۳۳۱هزار مقاله ویکی‌پدیای زبان فارسی ۹۶۳ مقاله در زمینه‌های سیاست، سکس و مذهب در ایران فیلتر بودند. از این میان بیش‌ترین حجم به مسایل سیاسی و بیش از همه به «انتخابات ۱۳۸۸» و «جنبش سبز» اختصاص داشت. در سال ۲۰۱۵ فیلتر هدفمند مقالات ویکی دربارهٔ موضوعات مذهبی، سیاسی، جنسی یا غیره در ایران برداشته شد اما سرور فایل‌های تصویری ویکی در ایران به صورت طولانی مدت از دسترس خارج شد و هنوز قابل دسترسی نیست.

### قطع دسترسی به ویکی‌پدیا در ترکیه
از ساعت ۸ بامداد روز شنبه ۲۹ آوریل ۲۰۱۷ (۹ اردیبهشت ۱۳۹۶) دسترسی به پایگاه اینترنتی دانشنامهٔ ویکی‌پدیا به همه زبان‌های آن، و از آن‌جمله زبان ترکی استانبولی، در این کشور قطع شد. سازمان اطلاعات و فناوری اطلاع‌رسانی ترکیه در بیانیه‌ای اعلام کرد که «بعد از ارزیابی‌های فنی و بررسی‌های حقوقی بر اساس ماده ۵۶۵۱ قانون نظارت اینترنتی این تصمیم اتخاذ شده است.» خبرگزاری فرانسه به نقل از رسانه‌های دولتی ترکیه نوشته است که این محدودیت به دلیل ناموفق بودن ویکی‌پدیا در «حذف محتوای مشوق تروریسم و حاوی اتهام همکاری ترکیه با گروه‌های تروریستی» صورت گرفته است. جیمی ویلز، بنیان‌گذار ویکی‌پدیا در واکنش به این اقدام ترکیه، در صفحه توئیتر خود تصریح کرد که «دسترسی به اطلاعات از حقوق اساسی بشر است» و خطاب به مردم ترکیه گفت که «در جدال برای دستیابی به این حق، همواره در کنار شما خواهم بود».

## جوایز و توجه سازمان‌های بین‌المللی

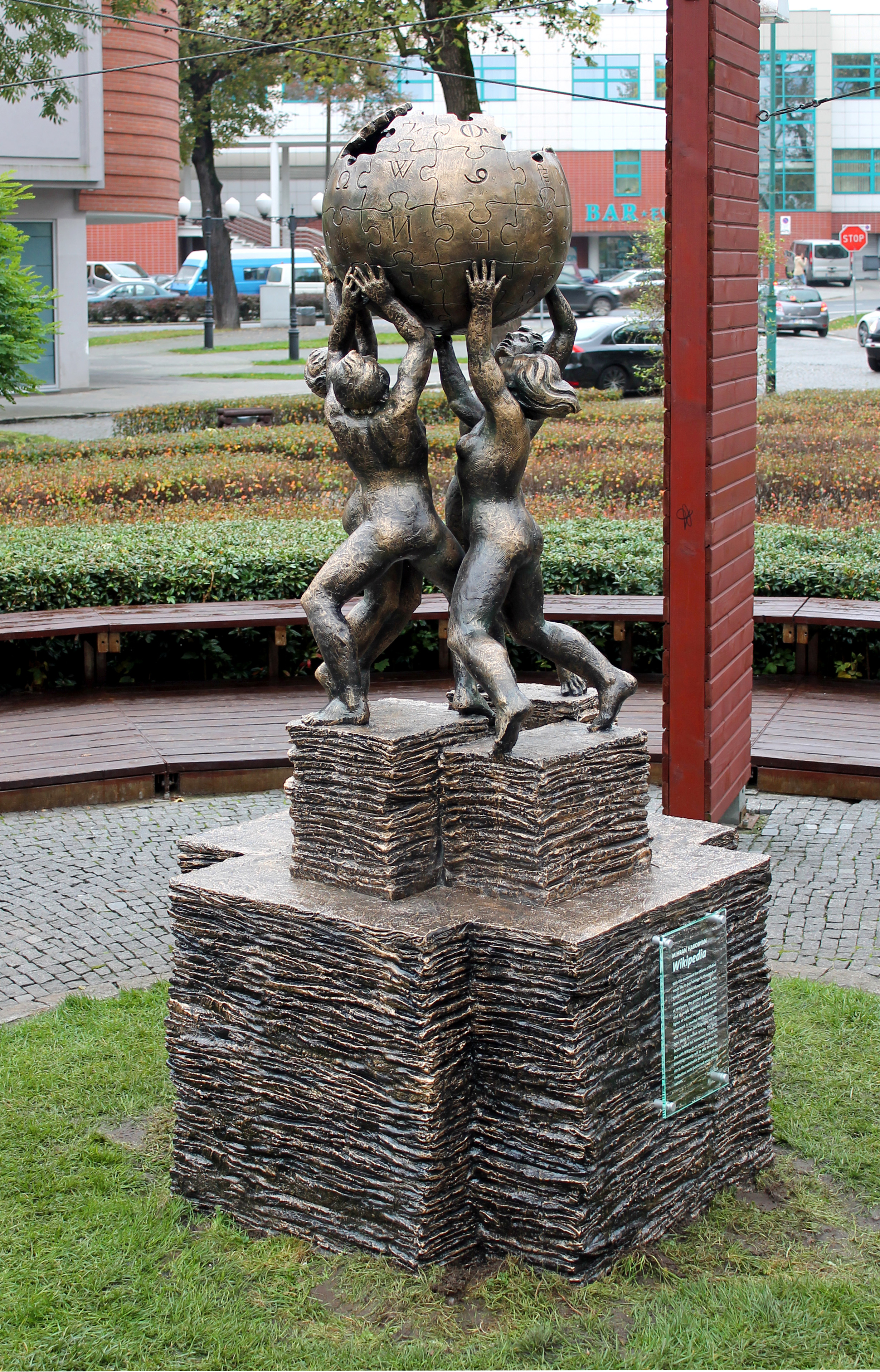
مجسمه یادبود ویکی‌پدیا اثر میهران هاکوبیان واقع در سوبیتسه، لهستان

ویکی‌پدیا در ماه می۲۰۰۴ (خرداد ۱۳۸۳) دو جایزهٔ مهم را از آن خود کرد. نخستین جایزه Golden Nica برای Digital Communities بود که توسط Prix Ars Electronica اعطا شد. این جایزه به همراه ۱۰٬۰۰۰ یورو و دعوت از ویکی‌پدیا به جشنوارهٔ سال بعد PAE Cyberarts اتریش بود. دومین جایزه، Judges' Webby برای بخش «انجمن» بود. همچنین ویکی‌پدیا نامزد جایزه «بهترین کوشش» از سوی Webby شد.
در سپتامبر ۲۰۰۴ (شهریور ۱۳۸۳) ویکی‌پدیای ژاپنی موفق به دریافت جایزهٔ ساخت وب (Web Creation) از سوی انجمن تبلیغ‌کنندگان ژاپن شد. این جایزه معمولاً به افرادی اعطا می‌شود که سهم بزرگی در پیشبرد وب به زبان ژاپنی دارند و این بار جایزه به شرکت‌کنندگان دائم ویکی‌پدیای ژاپنی داده شد.
در سال ۲۰۰۶ گزارش تحقیقی مولتی‌اسکوپ نشان داد که ویکی‌پدیای هلندی با امتیاز ۸/۱ پس از گوگل و جی‌میل محبوبترین وبگاه اینترنتی به زبان هلندی بوده است.
مجلهٔ تایم در گزارش سال ۲۰۰۶ خود، جیمی ویلز را در گروه ۱۰۰ فرد اثرگذار سال اعلام کرد.
همچنین در همین سال ویکی‌پدیای روسی برندهٔ جایزهٔ رانِت (روسی: Премия Рунета) در بخش «دانش و آموزش» شد. این جایزه از طرف دولت اعطا می‌شود.
همچنین ویکی‌پدیا جایزهٔ یک میلیون دلاریِ مدیریت پروژه را از همایش دکرت صفاجو دریافت کرد.

### سازمان ملل متحد
طی سال‌های گذشته، ویکی‌پدیا از طرف سازمان ملل متحد نیز به‌عنوان عامل گسترش دانش به صورت مردم‌نهاد معرفی شده و حتی در راستای رشد و گسترش ویکی به این پروژه کمک شده است.
ویکی‌پدیا بر این هدف استوار است که دانش می‌تواند موفق‌ترین چیزی باشد که با مدیریت خود مردم ایجاد می‌شود.
پلتفورم اهداف توسعه پایدار United Nations:
به‌عنوان بخشی از پروژهٔ «دسترسی به دانش» (ویکی‌پدیا) ما به گسترش ویکی‌پدیاهای هندی به‌عنوان نهادهای اثرگذار دانش عمومی دیجیتال کمک می‌کنیم.

## پروژه‌های مشابه و خواهر
ویکی‌مدیا چندین پروژهٔ متن-آزاد دارد که وظایف غیردانشنامه‌ای را انجام می‌دهند، از جمله:
- ویکی‌واژه: که بزرگ‌ترین پروژهٔ دیگرِ ویکی است و به فرهنگ واژه و اصطلاحات آزاد اختصاص دارد.
- ویکی‌کتاب: درسنامه‌ها و دفترچه‌های راهنمای آزاد
- ویکی‌سفر: راهنماهای سفر
- ویکی‌گفتاورد: دانشنامهٔ آزاد نقل‌قول‌ها
- ویکی‌نبشته: مخزن چندزبانهٔ متون منبع آزاد
- ویکی‌انبار: انبار پرونده‌های چندرسانه‌ایِ عمومی
- ویکی‌داده: پایگاه دادهٔ آزاد
- ویکی‌خبر: مرجع خبری با محتوای آزاد

### شمارشگرها
- تعداد ویرایش‌های مقالات
- ویرایش‌های هر کاربر
- ویرایش‌های هر کاربر ۲
- آمار نوشتن خلاصه برای ویرایش‌های هر کاربر

### آمارها
- آمارهای ویکی‌پدیاها
- صورت وضعیت ویکی‌پدیاها